# National Commission on the BP Deepwater Horizon Oil Spill and Offshore Drilling
La National Commission on the BP Deepwater Horizon Oil Spill and Offshore Drilling (littéralement « Commission nationale sur la fuite de pétrole de BP Deepwater Horizon et le forage offshore »), parfois appelée « Oil Spill Commission », est une commission présidentielle américaine bipartisane mise en place par l'ordre exécutif 13543 de Barack Obama le 21 mai 2010. Elle est coprésidée par Bob Graham et William K. Reilly (en). Le 11 janvier 2011, la commission présente son rapport final.

## Mission
La commission a pour « tâche de publier des recommandations sur la façon dont les États-Unis peuvent prévenir et diminuer l'incidence de futures fuites [de pétrole] provoquées par les forages offshore ». Sa création est la conséquence des fuites de pétrole de Deepwater Horizon. Les premières audiences publiques ont lieu les 12 et 13 juillet 2010 à la Nouvelle-Orléans. Des officiers du gouvernement fédéral américain et des représentants de BP sont entendus sur l'état de la situation, sur les efforts consentis pour mettre fin aux fuites, ainsi que sur les moyens mis en place pour nettoyer le pétrole. Sont également entendus des représentants politiques locaux et des scientifiques sur les incidences écologiques, culturelles et économiques dans les communautés américaines vivant près de Deepwater Horizon,.

### Traductions
1. ↑  (en) « tasked with providing recommendations on how the United States can prevent and mitigate the impact of any future spills that result from offshore drilling »